# Чорвила
Чорвила (груз. ჭორვილა) — село в Грузии, входит в состав Сачхерского муниципалитета края Имеретия. По переписи 2014 года в селе жило 1451 человек. В деревне есть государственная школа, а также медицинская клиника и гостиница.

## География
Село находится в Верхней Имеретии на плато Чиатура, на высоте 760 метров. Расстояние от центра муниципалитета — города Сачхере — 6 километров. Климат умеренный. Осадки — 900—1000 мм в год, зимой очень холодно. Общие желтые почвы. Деревня богата природной питьевой водой и лесными массивами.

## История
В бронзовый и железный века здесь находился курганник. Деревня Чорвила упоминается в источниках XII века. В сельской местности сохранились исторические памятники: храм, крепость Церетели, церковь Святого Нино, которая, согласно надписи на восточной стене храма, построена в 1901 году мастером Нозадзе.

## Экономика
Развито сельское хозяйство, особенно виноградарство. Выращиваются различные сорта винограда: Цоликоури, Изабелла, Алиготе. Виноделие и хранение основном в домашних условиях. Хорошо развита деревообработка.

## Известные люди
В селе родились:
- Иванишвили, Бидзина Григорьевич (р. 1956) — грузинский политический и государственный деятель, премьер-министр Грузии с 25 октября 2012 года до 20 ноября 2013 года.